# Кашаїр
Кашаї́р (рос. Кашаир) — присілок у складі Упоровського району Тюменської області, Росія.
Населення — 174 особи (2010, 195 у 2002).
Національний склад станом на 2002 рік:
- росіяни — 92 %